# 北屯市站
北屯市站（曾名北屯镇站），位于中华人民共和国新疆维吾尔自治区北屯市北屯镇，是奎北铁路上的火车站，于2011年6月1日启用，由中国铁路乌鲁木齐局集团奎屯车务段管辖。

## 歷史
- 2011年6月1日启用营运。[3]
- 2012年3月1日，原北屯镇火车站更名为北屯市火车站。[4]

## 車站周邊
- 北屯屯城酒店
- 兵团十师北屯市工业物流园区

## 外部連結
- 中国铁路客户服务中心（页面存档备份，存于）